# Ріхард Зедник
Ріхард Зедник (словац. Richard Zedník; 6 січня 1976, м. Банська Бистриця, ЧССР) — словацький хокеїст, правий нападник. 
Вихованець хокейної школи ХК «Банська Бистриця». Виступав за ХК «Банська Бистриця», «Портленд Вінтергокс» (ЗХЛ), «Вашингтон Кепіталс», «Монреаль Канадієнс», ХКм «Зволен», «Нью-Йорк Айлендерс», «Флорида Пантерс», «Локомотив» (Ярославль), АІК Стокгольм.
У складі національної збірної Словаччини провів 56 матчів (14 голів); учасник зимових Олімпійських ігор 2006 і 2010, учасник чемпіонатів світу 2001, 2003, 2005 і 2011, учасник Кубка світу 1996 і 2004. У складі молодіжної збірної Словаччини учасник чемпіонату світу 1996. У складі юніорської збірної Словаччини учасник чемпіонатів Європи 1993 і 1994.
Досягнення
- Бронзовий призер чемпіонату світу (2003).